# Johann Bernhard Nollet
Johann Bernhard Nollet (* 1748; † ca. 1802) war ein deutscher Orgelbauer mit einer Werkstatt in Trier.

## Leben und Werk
Nollet war der Sohn von Roman Benedikt Nollet und dessen zweiter Frau Irmina Claeres. Am 9. Oktober 1748 wurde er in Trier getauft. Er  erlernte den Orgelbau und baute zunächst zusammen mit seinem Vater. Im Jahr 1777 übernahm er die väterliche Orgelbauwerkstatt. Er war der letzte Vertreter der Orgelbaufamilie. 
Stilistisch weisen die belgisch-luxemburgisch geprägten Orgeln Parallelen mit der Orgelbauerfamilie König aus dem Raum Münstereifel und Köln auf. So begegnet das Cornett typischerweise. Wie König setzt Nollet das Register Tintinabulum (Glockenspiel) ein, so bei seiner Orgel in Klausen. Außer einem Posaunenbass sind die Pedalwerke der Nollet-Orgeln in der Regel nicht selbstständig. Seine Orgel in der Abtei Orval war einer der größten, möglicherweise sogar die größte Orgel Europas, bestand aber keine zwei Jahrzehnte.

## Werkliste
Nachgewiesene Arbeiten:
| Jahr      | Ort                   | Kirche        | Bild | Manuale | Register | Bemerkungen |
| --------- | --------------------- | ------------- | ---- | ------- | -------- | --- |
| 1773      | Klausen               | St. Maria     |      | II/P    | 38       | zusammen mit seinem Vater; nach Aufhebung der Klosterkirche im Jahr 1804 nach Metz, St.-Martin-Kirche überführt (Foto); in umgebauter Form zum großen Teil erhalten                                     |
| 1775–1780 | Abtei Orval (Belgien) | Klosterkirche |      | IV/P    | 75       | Gemäß dem nicht erhaltenen Vertrag sollte die Orgel 75 Register bekommen; Pierre-Alexandre Merjai erwähnt nach einem Besuch der Orgel „mehr als 80 Register“; zusammen mit seinem Vater; nicht erhalten |
| 1786      | Kloster Himmerod      | Klosterkirche |      | III/P   | 39       | nicht erhalten |
| 1783–1786 | Abtei Prüm            | Klosterkirche |      | II/P    | 25       | Prospekt erhalten |